# Soultan-Saly

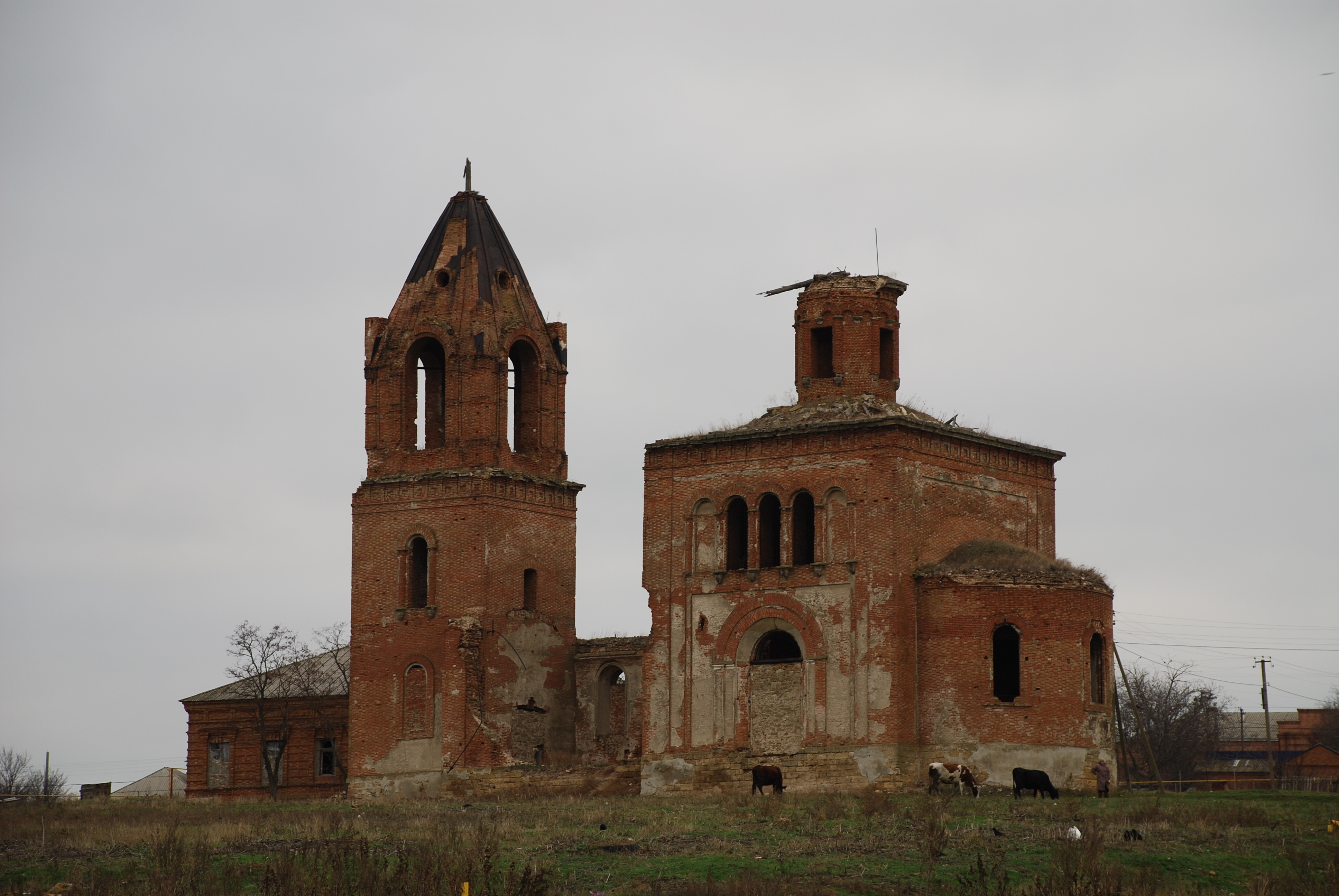
L'église arménienne de Soultan-Saly

Soultan-Saly (en russe : Султан-Салы, en arménien : Փոքր Սալա) est un village du raïon Miasnikovski de l’oblast de Rostov. Il fait partie de la commune rurale de Krasny Krym.

## Géographie
Le village se trouve sur le cours de la rivière Khavaly non loin du delta du Don.

## Histoire
Le village est fondé en 1779 par des colons Arméniens venus de Crimée par oukaze de Catherine II. Les fondateurs de Soultan-Saly étaient originaires du village de Soultan-Sala (aujourd’hui nommé Ioujnoïé) proche de Théodosie.
Pendant la Seconde Guerre mondiale le village est occupé par les Allemands.

## Monuments
- Église arménienne Saint-Georges (XIXe siècle)